# Сарынь на кичку
«Сары́нь на ки́чку!» — русский фразеологизм невыясненной этимологии.

## Версия о древнерусском происхождении
Согласно версии о древнерусском происхождении этого выражения, «Сарынь на кичку!» означает приказ волжских разбойников собраться команде корабля в передней части судна для беспрепятственного ограбления. Древнерусским словом «сара» («сар») с конца XVI до начала XVIII века называли матросов. Слово «кичка» означает нос корабля.

Разбойничий крик на Волге «Сарынь на кичку» не значил «бить всех». Слово «сарынь» (а не сарын) значит почти то же, что «сволочь». В понятии унизительном часто так и ныне называют артель бурлаков или толпу рабочих людей на расшивах и других судах, по Волге ходящих. «Кичкою» же назывался нос, или передний конец судна, противоположный концу заднему, называвшемуся кормою. Когда, нападая на судно, разбойники кричали: «Сарынь на кичку!», то в подлинном смысле условного языка их слова означали: «Бурлаки! Убирайтесь все к носу! Прилягте, молчите и с места не трогайтесь». Когда сие ужасное повеление исполнялось, то грабили судно и каюту, близ кормы находящуюся, но к бурлакам не прикасались; били же их в таком только случае, когда они крику «Сарынь на кичку» не повиновались.

Сплав производился кормой вперёд, для чего ставились специальные большие сплавные рули. Судно волочило за собой чугунный, весом от 50 до 100 пудов, груз, который называли «лотом», а тот канат, на котором его волочили, назывался «сукой» (от глагола «сучить»). Этот канат при управлении судном прихватывался то с одного, то с другого борта, для чего на носовой части устраивался квадратный, во всю ширину судна помост, именовавшийся «кичкой», — отсюда команда старинных волжских разбойников: «сарынь (то есть бурлаки), на кичку».

## Версия о половецком происхождении
По другой версии, «сарынь, на кичку» — это древний боевой клич донских казаков, заимствованный у половцев, которые, в свою очередь, в древности кричали «сары о кичкоу!» («половцы, вперёд!») или «сарын къоччакъ!» (с древнетюрк. «слава храбрецам!»).

## В искусстве
- «Сарынь на кичку» — рассказ советского писателя Александра Грина, изданный в 1922 году.
- Фразу «Сарынь на кичку» эпизодично использует девочка Динка, главная героиня одноимённой повести «Динка» советской детской писательницы В.Осеевой (1959), трактуя её как боевой клич атамана Стеньки Разина, «магические слова», придающие сил в битвах.
- Фраза «сарынь на кичку» использована в фильме «Ермак» при абордаже
- Фраза «сарынью на кичку, разогнать эту смурь» использована Б. Гребенщиковым в песне «Кострома mon amour».
- Фраза «сарынь на кичку» использована в фильме «ДМБ» (по сценарию И. Охлобыстина, Р. Качанова) в сцене, когда прапорщик Казаков (Сергей Арцибашев) отпрашивался в уборную.